# Myoviridae
Myoviridae (do grego: myo, músculo + viridae, relativo à família) é uma família de vírus da ordem Caudovirales. Os myovírus infectam bactérias e archaea. Possuem partículas virais complexas, as quais apresentam cabeça, cauda e fibras. A cauda destes bacteriófagos é contrátil, característica de onde deriva o nome da família.

## Genoma
Estes vírus apresentam material genético constituído por DNA fita dupla, e integram o grupo I do sistema de classificação de Baltimore. O genoma viral é linear, mede de 40 a 170 Kb e codifica de 200 a 300 proteínas.

## Morfologia
As partículas virais dos myovírus são não-envelopadas. Possuem uma cabeça com formato icosaédrico, isométrica ou alongada, com dimensão aproximada de 80 × 110 ηm. A cauda é contrátil, e seu tamanho varia de 80 a 455 ηm de comprimento por 16 ηm de diâmetro.

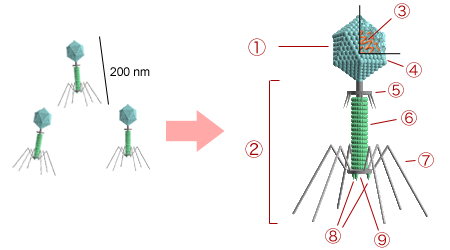
Estrutura de um myovírus: 1. Cabeça; 2. Cauda; 3. DNA viral; 4. Capsídeo; 5. Colar; 6. Bainha; 7. Fibras; 8. Espículas; 9. Placa basal

## Ciclo de replicação viral
O ciclo de replicação inicia-se com a adsorção do vírus a célula alvo, por meio das fibras da cauda. Na região de interação vírus-célula, lisozimas virais degradam a parede celular pontualmente. Por meio da contração da cauda, o genoma viral é injetado no interior da célula hospedeira. Primeiramente, são procedidas transcrições e traduções de genes precoces. A transcrição dos genes virais ocorre através de operons. O próximo passo da infecção é a replicação do DNA viral. Em seguida os genes tardios são transcritos e novos vírions passam a ser montados no citoplasma. Estes vírions são liberados a partir da lise da célula.